# 蜥鳥龍屬
蜥鳥龍屬（屬名：Saurornithoides）是種手盜龍類恐龍，屬於傷齒龍科，生存於晚白堊紀。如同其他的傷齒龍科恐龍，蜥鳥龍是種掠食者，可用後肢來快速地奔跑，並擁有極佳的視力與聽力。

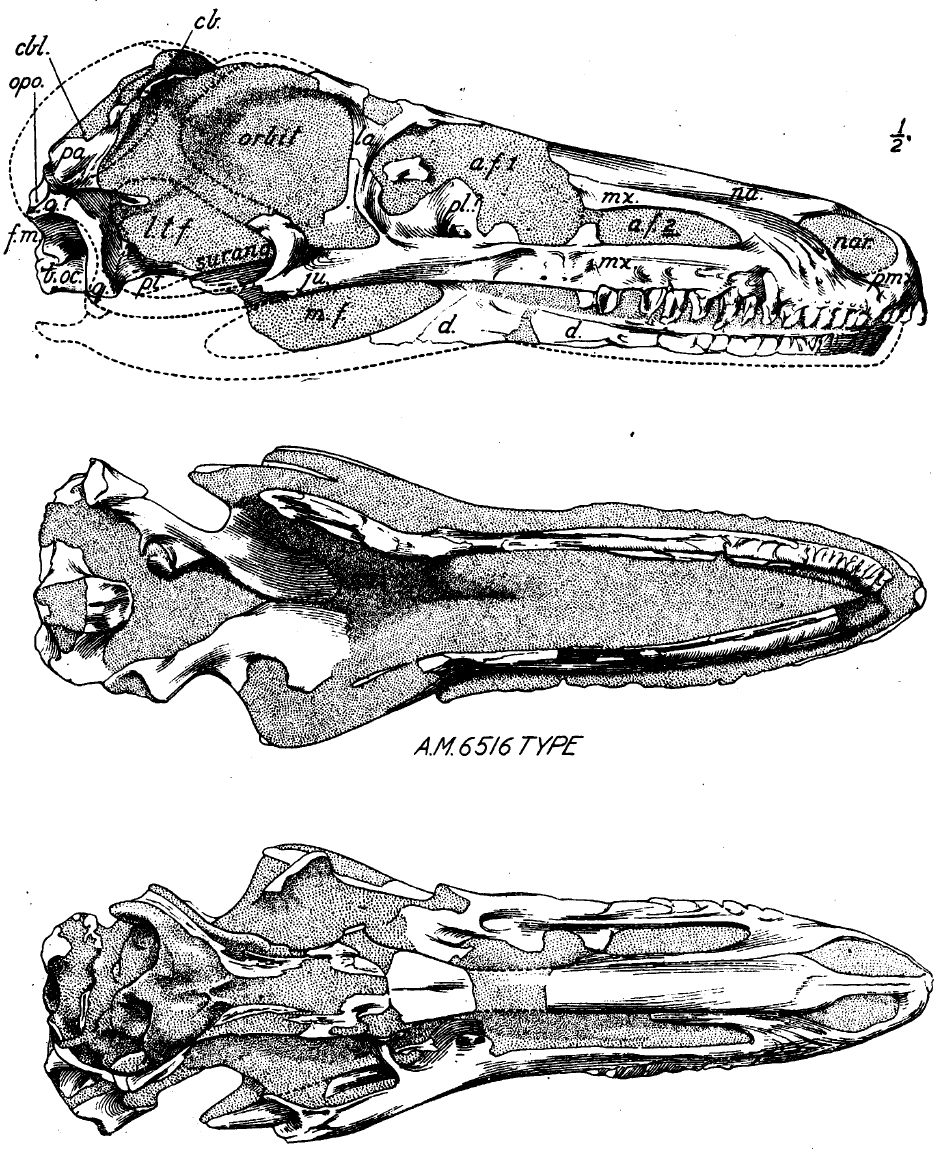
正模標本的右側、上方、下方素描圖

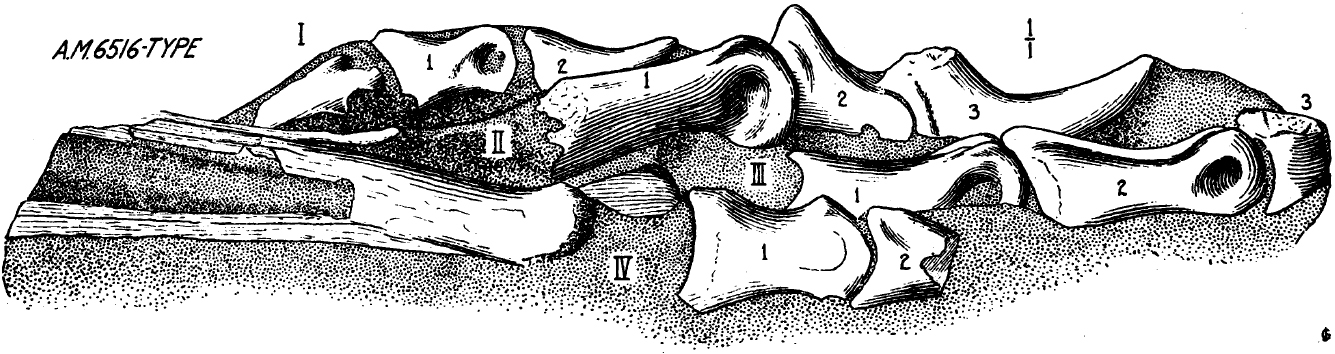
正模標本的腳掌素描圖

蜥鳥龍的屬名在希臘文裡，sauros意為「蜥蜴」，ornithos意為「鳥類」，而oid意為「外形」；蜥鳥龍與鳥類祖先有相近血緣，因此這些名稱相當適合牠們。
蜥鳥龍的身長估計有2到3公尺，而重量為23到54公斤。牠們擁有大型眼窩以及立體視覺。牠們可能擁有好的夜間視力。蜥鳥龍擁有長而低矮的頭部、扁平的鼻口、銳利的牙齒、以及相當大的腦部。如同其北美洲近親傷齒龍，科學家們推測蜥鳥龍擁有長手臂與用來抓握的手部，可用來捉住活生的獵物，例如小型動物。如同其他的傷齒龍科恐龍，蜥鳥龍的第四腳趾擁有長趾爪。
蜥鳥龍的唯一化石發現於蒙古，牠們是由古生物學家亨利·費爾費爾德·奧斯本在1924年所命名。模式種是蒙古蜥鳥龍（S. mongoliensis）。在1974年，瑞欽·巴思缽（Rinchen Barsbold）命名了第二個種，S. junior。化石發現於蒙古的耐梅蓋特層，被認為是蒙古蜥鳥龍的近親。在2009年，新研究將該種獨立為新屬，扎納巴扎爾龍（Zanabazar）。另外，1994年发现的部分后肢（編號IVPP V 10597）被描述为蒙古蜥鸟龙的幼年个体，但是在2012年被發現是一个新屬，命名为柯瑞氏菲利猎龙（Philovenator curriei）。